# Ulan Buh Shamo

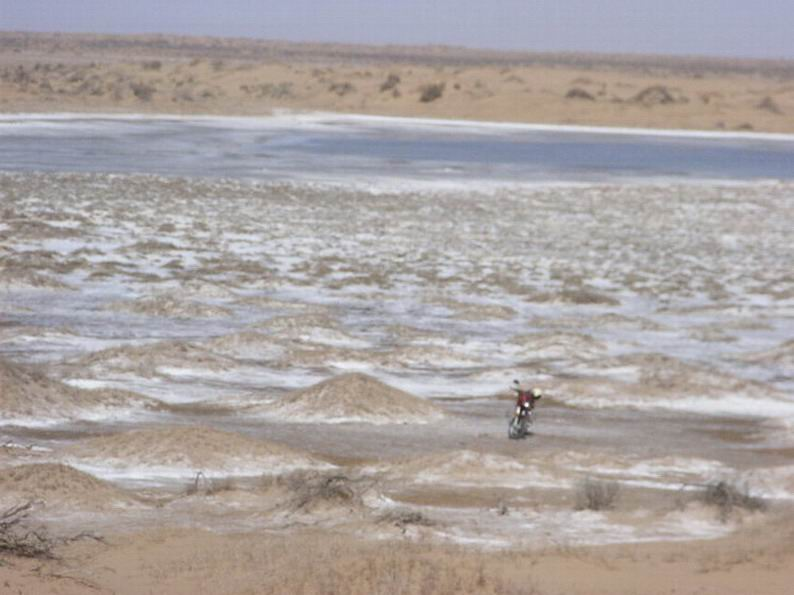
słone jezioro na pustyni

Ulan Buh Shamo (chiń. upr. 乌兰布和沙漠; chiń. trad. 烏蘭布和沙漠; pinyin Wūlánbùhé Shāmò) – pustynia w północnych Chinach, w zachodniej Mongolii Wewnętrznej, we wschodniej części pustyni Ałaszan. Rozciąga się pomiędzy rzeką Huang He na wschodzie i słonym jeziorem Jartai Yanchi na zachodzie na długości maksymalnie 110 km. Od południa ograniczona jest pasmem Helan Shan, skąd ciągnie się przez ok. 150 km w kierunku północnym, aż do gór Lang Shan. Zajmuje powierzchnię ok. 9,9 tys. km². W południowej części występują liczne wydmy wędrujące, w części centralnej przeważają wały wydmowe, natomiast część północna zdominowana jest przez wydmy ustalone i ustalane.